# Рингаду, Вирасами
Вирасами Рингаду (там. வீரசாமி ரிங்காடு, хинди सर वीरसम्य रिन्गदू, англ. Veerasamy Ringadoo, 20 октября 1920, Порт-Луи — 9 сентября 2000) — последний генерал-губернатор Маврикия с 17 января 1986 года по 12 марта 1992 года, первый президент Маврикия с 12 марта 1992 года по 30 июня 1992 года.

## Биография
Вирасами Рингаду родился 20 октября 1920 года в семье тамилов из Индии. В 1937 году был одним из основателей Лиги тамилов, а позже основал журнал «Голос тамила», целью которого была прежде всего публикация лучших образцов тамильской литературы и произведений современных тамильских писателей.
Уехал в Великобританию. Во время проживания в Лондоне снимал одну квартиру с Кочерилом Раманом Нараянаном, будущим президентом Индии.
В правительстве премьер-министра Сивусагур Рамгулама занимал пост министра финансов Маврикия, в 1975 году Рингаду был посвящён в рыцари. 17 января 1986 года вступил в должность генерал-губернатора Маврикия. В июне 1986 года стал кавалером Большого креста ордена Святого Михаила и Святого Георгия.
12 марта 1992 года после провозглашения республики, Рингаду ушёл с поста генерал-губернатора, и в тот же день стал первым президентом Маврикия. Занимал этот пост до 30 июня 1992 года, когда был заменен демократически избранным Кассемом Утимом.

## Память
Бюст Вирасами Рингаду стоит на Площади Оружия (La Place d’Armes), где также находится Дом правительства, в Порт-Луи.